# Bartolomeo Beverini
Bartolomeo Beverini (Lucca, 3 maggio 1629 – Lucca, 24 ottobre 1686) è stato un poeta e storico italiano.
Traduttore dell'Eneide, fu inoltre autore di una storia di Lucca fino all'anno 1600 (Annales lucienses) e diede alle stampe alcune raccolte di poesie sia in italiano sia in latino.

## Biografia
Nacque a Lucca il 3 maggio 1629 da Bernardo e Chiara Pierotti. La una famiglia pare fosse originaria di Beverino, in val di Vara nello spezzino. Studiò a Lucca presso la scuola dei Chierici regolari della Madre di Dio in Santa Maria Corteorlandini e dal 1645 a Roma, nella casa della stessa congregazione presso la S. Maria in Campitelli, dove fece il noviziato e prese i voti nel 1647. Insegnò teologia a Roma nelle case della sua congregazione. In seguito, a partire dal 1653, ritornò a Lucca come lettore di retorica presso la scuola di Santa Maria Corteorlandini. Nel 1665 il Beverini fu richiamato a Roma come lettore di teologia, ma nel 1666 il Senato della Repubblica di Lucca gli conferì l’incarico di primo lettore di eloquenza (vedi Università di Lucca). Tenne questo insegnamento nella sua città natale per venti anni, fino alla morte che lo colse nel 1686.
Gli ultimi anni della vita del Beverini furono dedicati alla stesura degli Annales ab origine luciensis urbis, vasta opera storiografica alla quale l’autore attese per quasi un quindicennio, senza tuttavia riuscire a vederla pubblicata. Di essi parlò in termini di elogio il Magliabechi in una lettera indirizzata a Jean Mabillon, allora in viaggio lungo la Penisola in cerca di documenti d'archivio in compagnia del confratello Michel Germain: i due si affrettarono a visitare a Lucca il Beverini nell'aprile del 1686 e ottennero dallo stesso autore una copia dei suoi Annales, per poi portarla a Parigi.

## Opere
La sua prima opera conosciuta è un idillio in onore della Madonna della Neve (Roma, 1650). A Lucca diede alle stampe nel 1654 una raccolta di rime religiose. Ancora a Roma nel 1666 pubblicò una raccolta di poesie dedicate a Cristina di Svezia. Di nuovo a Lucca Beverini fece uscire nel 1674 i Carminum libri septem, dedicandoli al nobile concittadino Fabio Guinigi. Il letterato divenne famoso con la pubblicazione del volgarizzamento in ottava rima dell'Eneide di Virgilio (Lucca, 1680), accolta con entusiasmo e più volte ristampata. Dal 1671 iniziò a lavorare agli Annales lucienses che narrano la storia di Lucca dalle origini al 1600. Tuttavia, finché durò la Repubblica di Lucca gli Annales non vennero mai pubblicati. Soltanto nel XIX secolo Carlo Lodovico di Borbone, duca di Lucca, su suggerimento di Lazzaro Papi, Pietro Giordani e Cesare Lucchesini, dispose che l'opera fosse data alle stampe; essa apparve a Lucca in quattro volumi usciti tra il 1829 e il 1833. Nel 1842 il Giordani tradusse dal latino in italiano il XIV libro degli Annales Lucenses, che tratta della sollevazione degli Straccioni, e il passo dell'ultimo libro che tratta della congiura di Francesco Burlamacchi.
Postumo fu pubblicato, sempre a Lucca nel 1711 il Syntagma de ponderibus et mensuris, in quo veterum nummorum pretium, ac mensurarum quantitas demonstratur, con l'aggiunta del breve trattato De Romanorum Comitiis. L'opera fu ristampata a Lipsia nel 1714 e a Napoli nel 1719.
Beverini fu anche autore di poesie per musica, tra cui spiccano i concerti musicali (cantate dialogiche) composti per la cerimonia delle Tasche (elezioni degli Anziani e del Gonfaloniere della repubblica) a Lucca: Il porto della libertà (1654); La pace (1657); Bruto costante (1660); Scipione affricano (1663); Fabio indugiatore (1669); La prudenza vittoriosa (1669) e Gli avantaggi della concordia (1672), e per la festa dell'Annunciazione celebrata nel collegio di S. Maria Corteorlandini della stessa città:  La giustitia placata (1658) e Il giuditio delle stagioni (1663).
Nelle sue Poesie (Roma F. Di Falco, 1666) pubblicò altri componimenti per musica, di carattere sacro e spirituale, tra cui gli oratori Il discoprimento di Giuseppe e Il martirio di s. Caterina vergine, e diverse arie e cantate.

Numerosi suoi testi manoscritti si conservano nella Biblioteca statale di Lucca.

Il fratello, Francesco Beverini, si distinse come autore di libretti di opere rappresentate nei teatri di Venezia, Roma e Palermo: L'amante inimica (Roma, 1668); Il Demofoonte (Palermo, 1669); La Flavia imperatrice (Palermo, 1669, musica di Marco Antonio Sportonio); Dario in Babilonia (Venezia, 1671).

## Opere principali
- (LA) Bartolomeo Beverini, Carminum libri septem, Lucae, Apud H. Pacium, 1674.
- Bartolomeo Beverini, Eneide di Virgilio, Lucca, appresso Iacinto Paci, 1674. La traduzione del Beverini riscosse un enorme successo e fu ristampata più volte (Bologna 1683; Roma 1692 e 1700, con il testo latino e il titolo di Giano Bifronte; Napoli 1792, Lucca 1829).
- (LA) Bartolomeo Beverini, Syntagma de ponderibus et mensuris, in quo veterum nummorum pretium, ac mensurarum quantitas demonstratur, Lucae, Typis P. Frediani, 1674. L'opera fu ristampata a Lipsia nel 1714 ed a Napoli nel 1719 a cura di padre Sebastiano Pauli, che vi aggiunse notizie sulle monete bizantine, tratte dagli appunti del Beverini.
- (LA) Bartolomeo Beverini, Annalium ab origine Luciensis urbis libri XV, vol. 1, Lucca, typis Francisci Bertinii, 1829.
- (LA) Bartolomeo Beverini, Annalium ab origine Luciensis urbis libri XV, vol. 2, Lucca, typis Francisci Bertinii, 1829.
- (LA) Bartolomeo Beverini, Annalium ab origine Luciensis urbis libri XV, vol. 3, Lucca, typis Francisci Bertinii, 1830.
- (LA) Bartolomeo Beverini, Annalium ab origine Luciensis urbis libri XV, vol. 4, Lucca, typis Francisci Bertinii, 1832.